# Cap Espichel

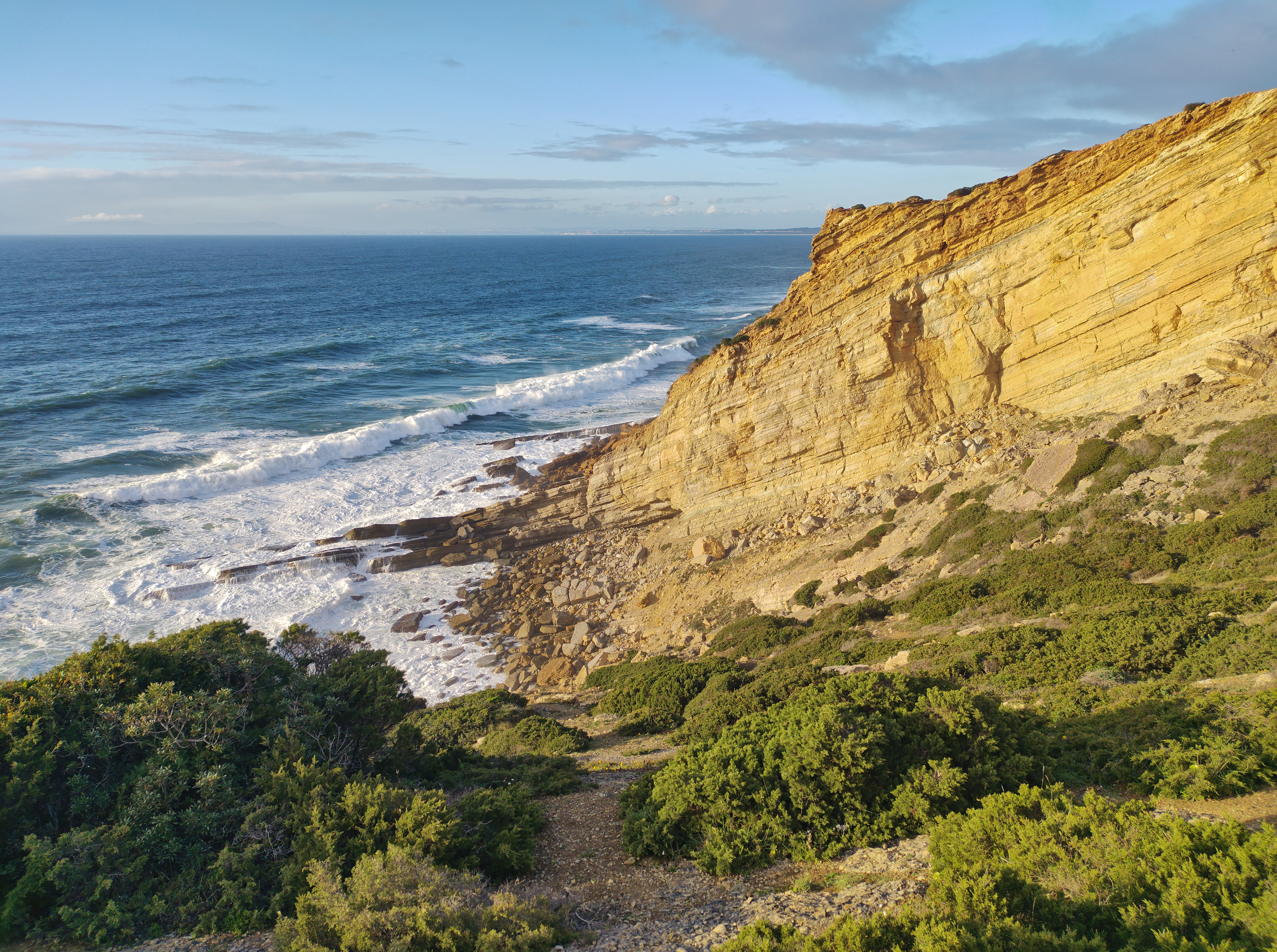
Le Monumento Natural dos Lagosteiros, proche du cap Espichel. Mars 2023.

Le cap Espichel, en portugais cabo Espichel, est un cap du Portugal à l'ouest de la ville de Sesimbra. Il est bordé au sud et à l'ouest par l'océan Atlantique et au nord par la route nationale 379 et la rivière des Caixeiros. Il marque la limite sud-ouest de la péninsule de Setúbal. Du cap, on voit la baie de Lagosteiros, vertigineuse et abyssale.

## Au cinéma
C'est au cap Espichel qu'a été tourné le dernier plan du film Les Nuits fauves de Cyril Collard, et c'est là qu'on été dispersé ses cendres.